# SPAD A.2
Lo SPAD A.2, indicato anche come SA.2, A-2 o A2, era un monomotore biposto biplano sviluppato dall'azienda francese Sociéte Pour l'Aviation et ses Dérivés, o più brevemente SPAD, negli anni dieci del XX secolo.
Derivato dallo A.1 dal quale ereditava l'insolito disegno che, a causa della caratteristica gondola anteriore, faceva apparire l'elica posizionata all'interno della fusoliera, fu un modello innovativo ma velocemente sorpassato dai pari ruolo di impostazione più classica. Fu impiegato principalmente dalla Imperatorskij voenno-vozdušnyj flot, la componente aerea dell'Esercito imperiale russo, ed in maniera minore dalla francese Aéronautique Militaire, la componente aerea dell'Armée de terre, nei ruoli di aereo da caccia e da ricognizione nelle fasi iniziali della prima guerra mondiale.

## Storia del progetto
Dopo che nei primi mesi del 1915 la SPAD era stata acquistata da Louis Blériot cambiando la ragione sociale da Société pour les Appareils Deperdussin a Société Pour l'Aviation et ses Dérivés, la nuova realtà aziendale aveva avviato la produzione in piccola serie del suo primo modello, l'anticonvenzionale A.1 progettato da Louis Béchereau che abbinava un'impostazione classica, monomotore in configurazione traente dalla velatura biplana e carrello fisso, ad una struttura supplementare, che posizionata davanti al velivolo, integrava una postazione destinata al mitragliere/osservatore "inglobando" il gruppo motoelica basato su un motore rotativo. Questa soluzione, che tentava di abbinare le qualità della configurazione traente e quella spingente, era stata ideata per poter ovviare nei nuovi modelli destinati alla caccia all'impossibilità, da parte del pilota, di poter sparare con facilità dinanzi a sé. Non erano infatti ancora stati ideati i dispositivi che permettevano di sincronizzare il singolo colpo sparato quando la pala dell'elica era sulla linea di tiro e l'unica alternativa erano dispositivi meccanici che deviavano i colpi o listelli metallici che integrati nel legno delle pale ne aumentavano la resistenza. Inoltre la postazione anteriore godeva di una visibilità ottima non essendoci le ali ad interferire con il campo visivo.
Benché gli equipaggi avessero presentato delle lamentele in ambito operativo, constatando l'impossibilità di comunicare tra di loro e la pericolosità che in caso di duro atterraggio la vicinanza dell'elica potesse distruggere la parte anteriore causando gravi danni se non la morte del suo occupante, Béchereau sviluppò ulteriormente il suo progetto: apportò delle modifiche alla velatura (aumentando leggermente l'apertura alare), alla cellula del velivolo, al sistema di fissaggio della parte anteriore (in modo da facilitare le operazioni di manutenzione al motore da parte dei meccanici) e all'impennaggio (aumentando la superficie dei piani orizzontali). Secondo alcune fonti questa serie di modifiche fu anche occasione, dato che era appena diventato disponibile un propulsore dalla maggior potenza, di abbinare la cellula al Le Rhône 9J da 110 CV (81 kW) in luogo del precedente 9C da 80 hp (59,7 kW); altre fonti tuttavia attribuiscono il cambio al 9J solo in una successiva versione (la futura SPAD A.4), confusione ragionevolmente generata dalla generica indicazione del motore rotativo "Gnome Monosoupape", che in realtà identificava una serie di diversi propulsori dalla diversa potenza, e dell'utilizzo in questa o altra versione di un'unità da 100 CV (o hp).
Il prototipo venne portato in volo per la prima volta il 21 maggio 1915 ed avviato in tempi brevi alla produzione in serie raggiungendo, a seconda delle fonti, le 40 o le 99 unità.

## Impiego operativo
I primi esemplari dell'A.2 iniziarono ad equipaggiare i reparti della francese Aéronautique Militaire dall'estate 1915, o secondo altre fonti dal novembre di quello stesso anno, schierati sul fronte occidentale suscitando le stesse perplessità e diffidenze già riscontrate nel precedente modello, l'A.1. Gli equipaggi lamentavano la quasi impossibilità di comunicazione tra loro e la pericolosità che il risucchio dovuto alla vicina elica potesse avvicinare pericolosamente il corpo dell'osservatore/mitragliere mentre si girava verso il pilota, registrando almeno un caso in cui il primo si procurò gravi danni al collo per essersi impigliata la sciarpa. Inoltre chi sedeva nella non troppo stabile gondola anteriore, ribattezzata ironicamente "pulpito" dagli equipaggi, era esposto al rischio che in caso di atterraggio brusco la struttura, che posteriormente era realizzata in compensato, potesse collassare verso l'elica distruggendosi e ferendo gravemente, se non addirittura uccidendo, il suo occupante. Si aggiungeva ai difetti dell'apparecchio anche la ridotta visibilità anteriore da parte del pilota che, specie nelle manovre di decollo e di atterraggio, era costretto a pilotare "a sensazione" e la tendenza, a causa del ridotto afflusso d'aria a cui poteva attingere rispetto ad un convenzionale velivolo in configurazione traente, del motore a surriscaldarsi.
Il non gradimento degli equipaggi unito alla scarsa manovrabilità rispetto ai più recenti modelli a disposizione della caccia nemica, le Jasta della tedesco imperiale Luftstreitkräfte, relegarono a terra sempre più esemplari tanto che già al 1º febbraio 1916, dei 42 A.2 inviati erano solo quattro i reparti che li mantenevano in prima linea mentre cinque li avevano solamente in inventario.
I nuovi modelli che entrarono in produzione avrebbero destinato gli A.2 ad un veloce accantonamento se non fosse stato per la necessità dell'Impero russo di dotarsi velocemente di una flotta per contrastare le operazioni avversarie sul fronte orientale. A questo scopo vennero inviati 57 esemplari che, pur nella medesima diffidenza dei colleghi francesi, i piloti mantennero operativi per un più lungo periodo data la più ridotta attività bellica rispetto all'altro fronte. Le uniche modifiche introdotte nel servizio russo riguardarono il carrello d'atterraggio al quale, nel periodo invernale, venivano sostituite le ruote con dei pattini per meglio operare da superfici innevate o ghiacciate.

## Utilizzatori
Francia
- Aéronautique Militaire

 Impero russo
- Imperatorskij voenno-vozdušnyj flot

## Velivoli comparabili
- Royal Aircraft Factory B.E.9

### Pubblicazioni
- (EN) J.M. Bruce, The First Fighting SPADs, in Air Enthusiast, Issue 15, Bromley, Kent, Pilot Press, aprile–luglio 1981,  pp. 58-77, ISSN 0143-5450.